# RFK Novi Sad 1921
RFK Novi Sad 1921 (srpski: PФК Нови Сад) je nogometni klub iz Novog Sada, Južnobački okrug, Vojvodina, Srbija. 
 
U sezoni 2017./18. klub se natječe u Novosadskoj ligi, petom rangu nogometnog prvenstva Srbije.

## O klubu
Klub je osnovan 1921. godine pod nazivom NTK (Novosadski Trgovački Klub), te se do Drugog svjetskog rata uglavnom natjecao u prvenstvima Novosadskog nogometnog podsaveza. Klub se tada često i nazivao Trgovački, te je bio dio športskog društva Trgovačka Omladina. 
 
Klupske boje 1932. bile su crna i bijela, a klupska adresa Dom trgovačke omladine.

1948. godine tvrtka "Stobeks" reaktivira NTK pod nazivom Trgovački, koji taj naziv nosi do 1954. godine kada mijenja naziv u FK Novi Sad. 1956. godine komunistička vlast gasi klub "Eđšeg" (tada NSK) te se spaja s Novim Sadom, te mu predaje svoju imovinu. 
 
1961. godine, Novi Sad postaje članom Prve savezne lige, u kojoj nastupa tri sezone, a potom sljedećih desetljeća je uglavnom u drugoligaškom ili trećeligaškom natjecanju. 
 
1966. godine se FK Novi Sad spaja s klubom Radnički i nastaje RFK Novi Sad. 
 
2012. godine zbog gašenja Sportskog Društva "Radnički", klub vraća naziv FK Novi Sad. 2014. godine zbog financijskih problema i izbacivanja kluba u najniži rang (Gradska liga Novi Sad - šesti rang), klub donosi odluku o promjeni naziva u RFK Novi Sad 1921.

## Uspjesi
2. savezna liga Jugoslavije
- 1960./61. (Istok)

Srpska liga Vojvodina / Vojvođanska liga
- 1967./68., 1981./82., 1991./92., 2006./07.

Kup Vojvodine
- 1990./91., 2021./22.

Omladinski kup SFRJ
- 1978.

## Poznati igrači
- Aleksandar Kozlina

## Vanjske poveznice
- (srp.) rfknovisad.com - službene stranice
- fknovisad.com - službene stranice, wayback arhiva
- srbijasport.net, FK Novi Sad, profil kluba
- srbijasport.net, RFK Novi Sad 1921, profil kluba